# Овчинников, Павел Леонидович
Павел Леонидович Овчинников (род. 27 июля 1974, Невинномысск, РСФСР, СССР) — российский тромбонист; заслуженный артист РФ (2024), доцент, кандидат искусствоведения, солист ГБУК г. Москвы «Московский джазовый оркестр п/у Игоря Бутмана», первый заместитель директора ГБПОУ г. Москвы «Академия джаза», художественный руководитель Международного фестиваля-конкурса «Детский Триумф Джаза», музыкальный директор Международного фестиваля «Будущее джаза». Руководитель Центра профессионального мастерства по направлению «Инструментальное эстрадно-джазовое искусство» дирекции образовательных программ в сфере культуры и искусства Департамента культуры г. Москвы. 

## Биография

### Ранние годы и образование
Родился 27 июля 1974 года в городе Невинномысске, Ставропольский край, СССР. Его родители — Леонид Борисович Овчинников (1952–2012) и Ольга Петровна Овчинникова (род. 1952). Дед - Герой Советского Союза Борис Васильевич Овчинников.
С 1983 по 1989 годы учился в Детской музыкальной школе №1 города Невинномысска, где осваивал игру на фортепиано и участвовал в школьном духовом оркестре, играя на теноре. Затем продолжил обучение в Ставропольском краевом колледже искусств (1989–1993) по классу тромбона у преподавателя Олега Ивановича Паутова. После окончания колледжа поступил в Ростовскую государственную консерваторию имени С. В. Рахманинова, где специализировался на кафедре эстрадно-джазовой музыки под руководством Виктора Георгиевича Кутова.

### Музыкальная карьера
•⁠  ⁠1993–2000: Солист Ростовского муниципального джаз-оркестра Кима Назаретова под художественным руководством Виктора Кутова.
•⁠  ⁠1996–2000: Служба в 15-м военном оркестре штаба Северо-Кавказского военного округа, затем работа в качестве солиста военного биг-бэнда под руководством заслуженного артиста РФ Викторa Бударина.
•⁠  ⁠2000–2002: Солист Краснодарского биг-бэнда под управлением народного артиста РФ Георгия Гараняна. В этот период он также стал вторым дирижёром коллектива и участвовал в гастрольных турах на Тайвань и Израиль. Писал музыку для спектаклей Краснодарского Театра юного зрителя («Серебряная сказка», «Ёлка для наследника Тутти»).
•⁠  ⁠2002–2003: Артист оркестра московского театрализованного шоу «Чикаго» (Театр Эстрады, Москва).
•⁠  ⁠2003–2004: Артист оркестра мюзикла «12 стульев» (Московский Дворец Молодежи).
•⁠  ⁠2005–2007: Сотрудничает с Государственным камерным оркестром джазовой музыки имени О. Л. Лундстрема, участвуя в международных гастролях в Индии, Эстонии, Литве, Тунисе.
•⁠  ⁠С 2004 года является солистом «Биг-бэнда Игоря Бутмана» (позднее переименован в «Московский джазовый оркестр под управлением Игоря Бутмана»). Участвовал в выступлениях на крупнейших мировых площадках, включая Мариинский театр, Московскую консерваторию, Линкольн-центр в Нью-Йорке, Кеннеди-центр в Вашингтоне, а также в странах Азии, Европы и Америки. Создавал оригинальные композиции и аранжировки для значимых культурных событий, таких как концерты в Государственном концертном зале имени П. И. Чайковского, Всероссийский конкурс патриотической песни «Новая звезда», международные проекты в России и за рубежом.

### Педагогическая и просветительская деятельность
С 2014 по 2024 годы работает преподавателем оркестрового класса, а впоследствии становится доцентом кафедры эстрадно-джазовой музыки Института «Академия имени Маймонида» ФГБОУ ВО «РГУ им. А.Н. Косыгина». 
С 2017 года преподает в ГБПОУ г. Москвы «Академия Джаза», где занимает должность первого заместителя директора.
Выступает в качестве лектора Российского общества «Знание»
В рамках гастрольного тура 2024 года «От Сахалина до Калининграда» вместе с ГБУК г. Москвы «Джаз-оркестр п/у И. Бутмана», проводил серию мастер-классов в разных городах России: Сочи, Ярославль, Новосибирск, Красноярск, Нижний Новгород, Ростов-на-Дону и в Государственном центральном театральном музее имени А.А.Бахрушина.

## Публикации
1. «Московская джазовая школа: история формирования и развития». Овчинников П.Л., Зайцева М.Л. Музыка и время. 2023. № 2. с. 12-15.[6]
2. «Русский джаз» Николая Левиновского в контексте отечественного джазового искусства 1970-1980-х гг». Овчинников П.Л.  Philharmonica. International Music Journal. 2023. № 3. c. 1-11.[7]
3. «Московская джазовая школа 1950-1960-х годов: ведущие солисты и коллективы». Овчинников П.Л., Зайцева М.Л. Philharmonica.  International Music Journal. 2023. № 2. c. 51-60.[8]
4. «Становление московской джазовой школы в творчестве В.Я.Парнаха». Овчинников П.Л.  Вестник музыкальной науки. 2023. т. 11. № 1. с. 136-145.
5. «Вклад А. Цфасмана в развитие советского джаза»  Овчинников П.Л.  Музыковедение, 2022. № 12. с. 11-16.
6. «Духовые инструменты и формирование стилистики оркестрового звука в творчестве Гленна Миллера».  Овчинников П.Л.  Москва, 2021. с. 105-108.
7. «К истории развития американского и европейского мюзикла». Овчинников П.Л.  Colloquium-Journal. 2019, № 7-4 (31), с. 11-14.
8. «Особенности формирования репертуара в концертной практике эстрадных исполнителей». Овчинников П.Л.  Colloquium-Journal. 2019, № 9-5 (33), с. 48-50.

## Дискография
1. Г. Гаранян. Just for fun
2. Г. Гаранян. «От Гараняна к Гараняну»
3. Лариса Долина, Игорь Бутман и Московский джазовый оркестр. Carnival of Jazz II
4. Оркестр Игоря Бутмана «Sheherazade»
5. Николай Левиновский «Special Opinion»
6. Игорь Бутман. «Зимняя сказка»
7. Игорь Бутман и Московский джазовый оркестр. Images. Mussorgsky and Borodin

## Награды
- Заслуженный артист Российской Федерации[9],
- Благодарность министра культуры РФ
- Благодарность Мэра Москвы
- Почётная грамота Департамента культуры города Москвы

## Интервью
- «Учительская газета». Павел Овчинников: «Джаз постепенно станет и вашей страстью!»
- «Вечерний Ставрополь». Интервью с П. Л. Овчинниковым
- Jazzist.ru. «Мы учим джазовых музыкантов находить свой индивидуальный голос»
- Джаз.Ру. Тромбонист и музыкальный педагог Павел Овчинников: юбилейное интервью «Джаз.Ру»
- Jazzmap.ru. Павел Овчинников: «Джаз это навсегда!»
- Радио «Маяк». «Хочу всё знать. Дети как дети»
- Джазовый журнал «Downbeat»